# Båstnäs bilkyrkogård
Båstnäs bilkyrkogård, tidigare Ivanssons Bilskrot, är en övergiven bilskrotplats i Årjängs kommun, som har blivit en turistattraktion.
Bröderna Rune och Tore Ivansson öppnade i början av 1950-talet en bilverkstad – som senare blev en bilskrot – i Båstnäs med en affärsidé om att också sälja demonterade begagnade bilar till norska kunder. Norge hade vid denna tid höga biltullar, men bildelar var befriade från tull. Därmed kunde en bil demonteras till motor, kaross och hjulaxlar och föras in över den närbelägna gränsen vid separata tillfällen till Norge billigt.
I slutet av 1970-talet förändrades tullnivån och tiderna för bilskroten i Båstnäs försämrades. Företaget förlorade sin skrotlicens på 1980-talet. År 2024 finns kanske 800 bilvrak utspridda på två hektar mark.

## Bilder

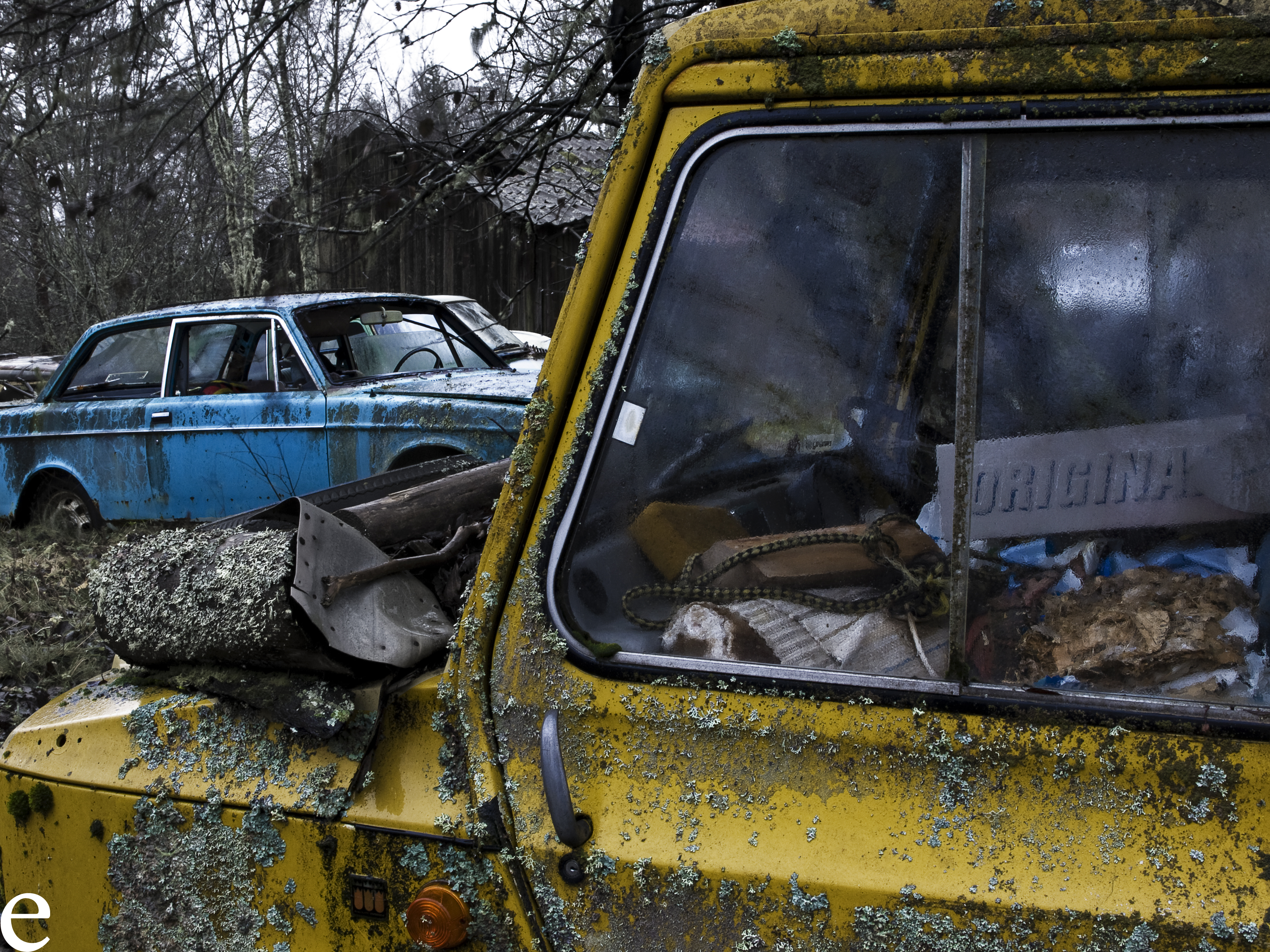
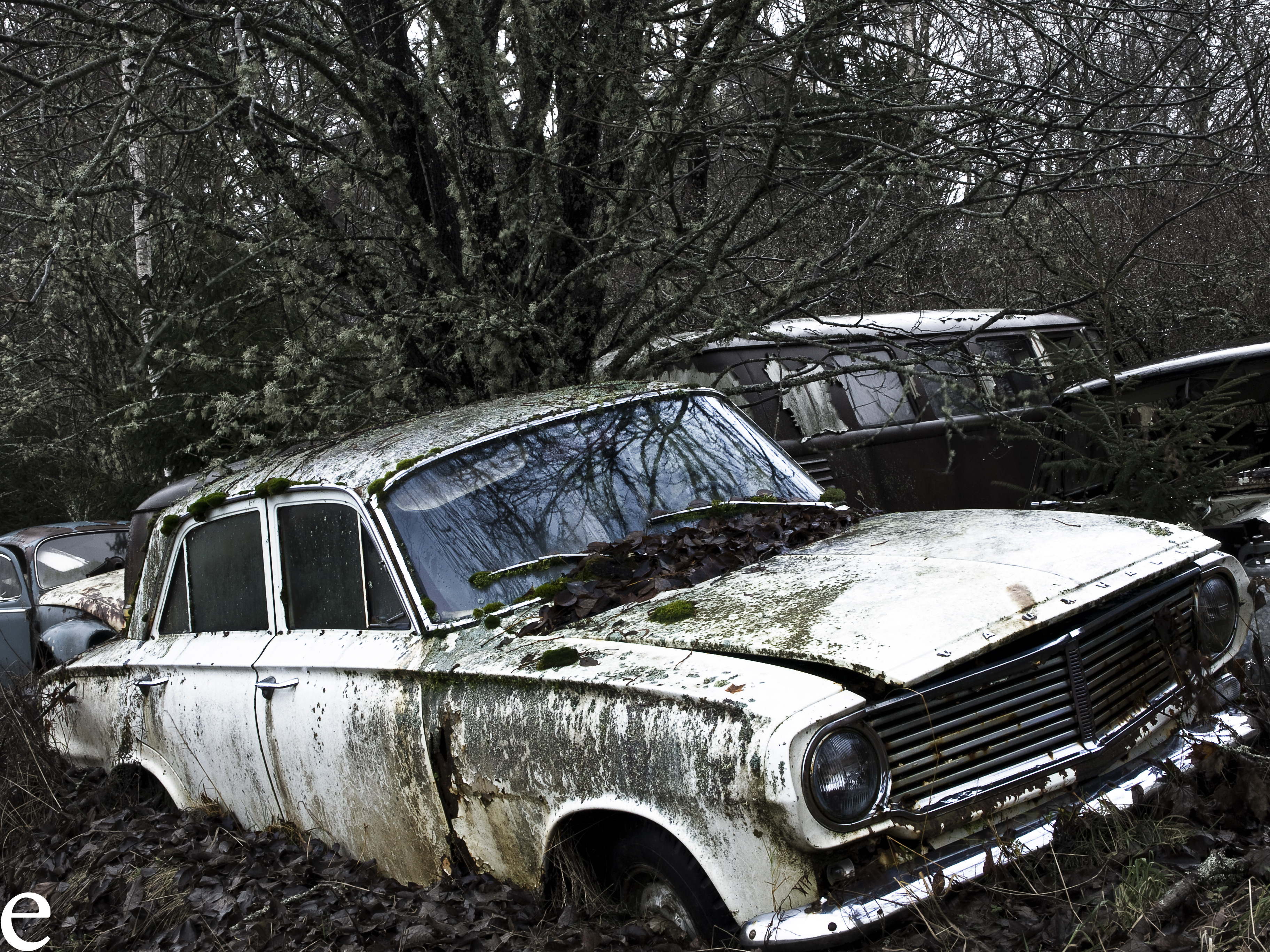
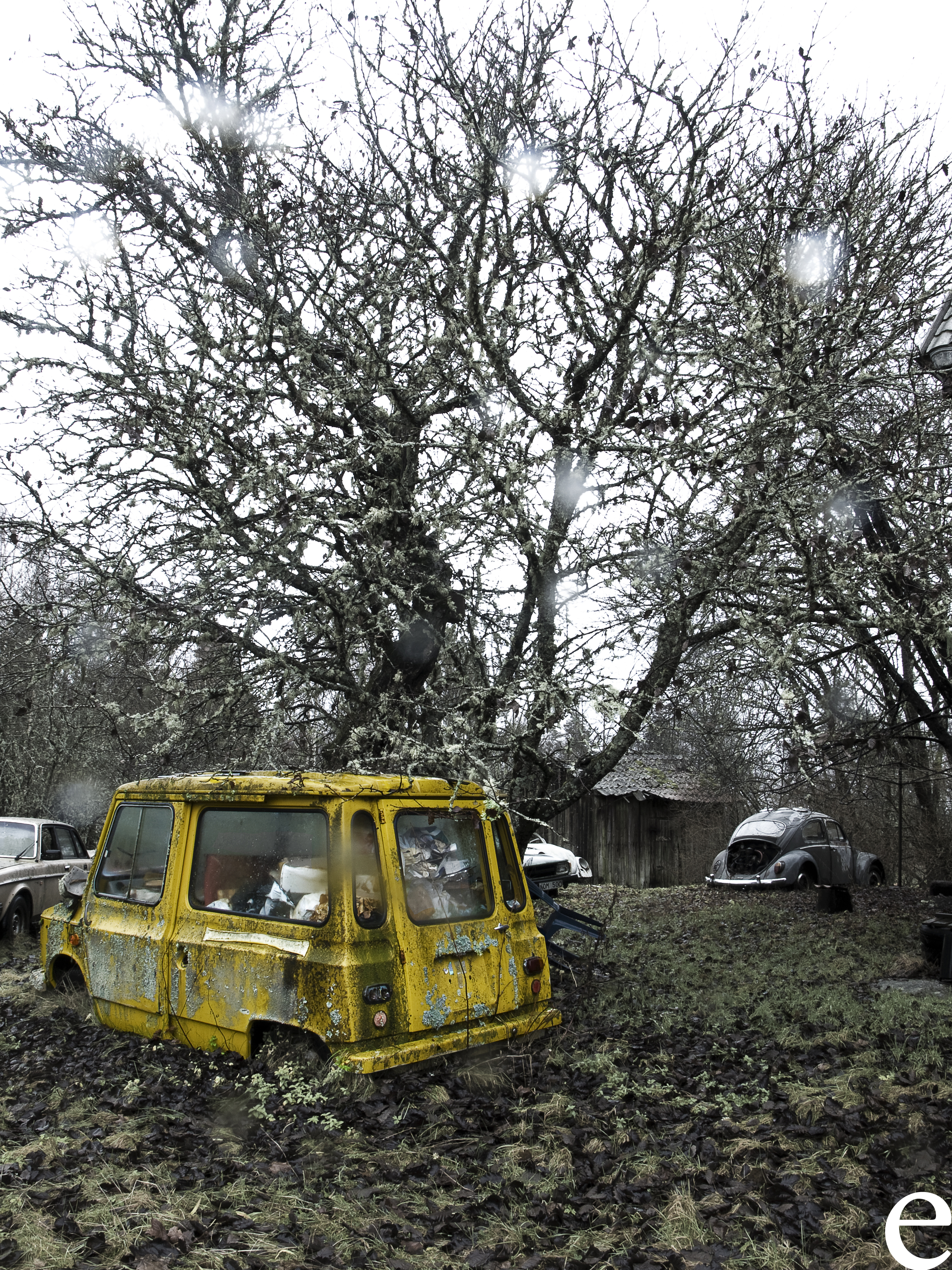
Kalmar Verkstads postbil Tjorven.
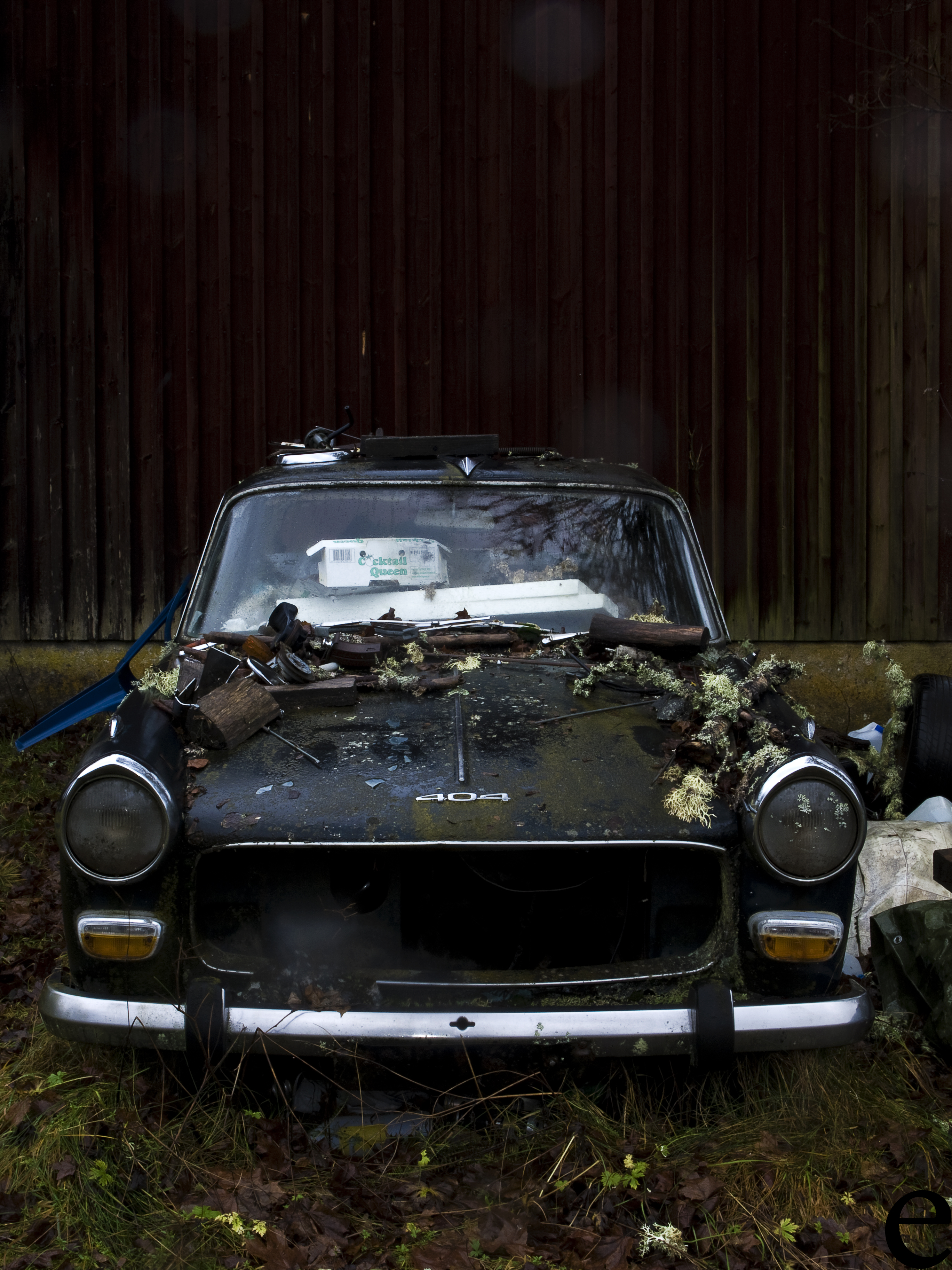
Peugeot 404.
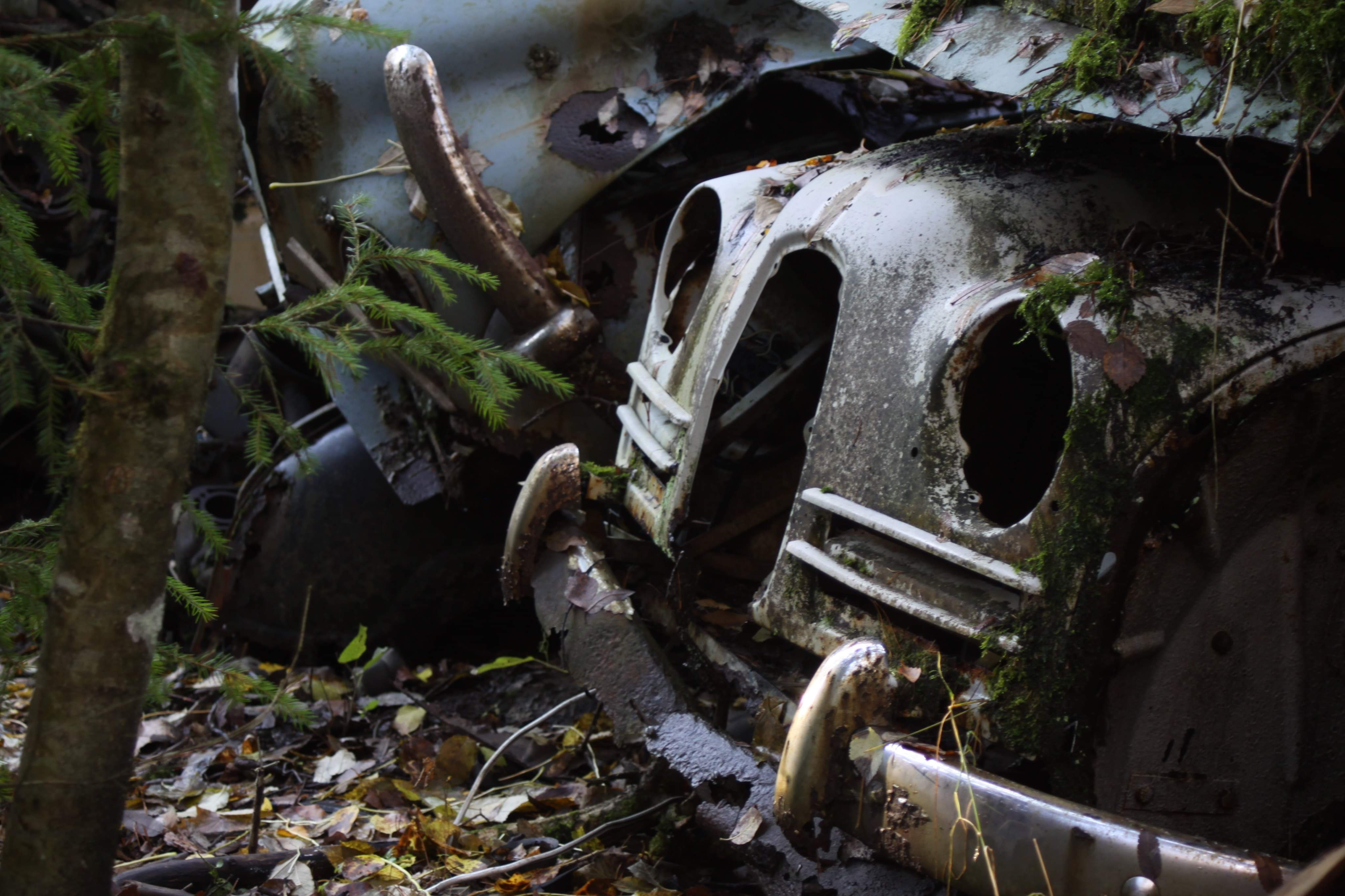
Saab 92.